# Symfomania
Symfomania-Rockshow (in English: Symfomania Rock Show) is een Nederlands radioprogramma. Het radioprogramma bestaat sinds september 1994.In dit jaar 2025 bestaat het programma dus 31 jaar! De eerste uitzending was op 4 september 1994. Het radioprogramma besteedt aandacht aan voornamelijk symfonische, progressieve en melodieuze rockmuziek. Grote en kleine bands kun je regelmatig beluisteren, zoals Genesis, Marillion, Pink Floyd, Porcupine Tree, Silhouette, IQ, Landmarq, Ayreon, Threshold, Pallas, Mystery, Huis, RPWL, The Pineapple Thief en vele andere bands. Diskjockey is DJGJ (pseudoniem).
In de beginjaren werd het radioprogramma uitgezonden via de lokale omroep Nieuwegein-Radio (Nederland). De titel van het programma luidde toen: Late Night Symfo. In de eerste twee jaar duurde het programma 1 uur, na 1996 werd dit uitgebreid naar 2 uur. Nieuwegein-Radio werd per 1 januari 2003 opgeheven en daarmee stopte tijdelijk de radioshow. Sinds 1 juli 2003 kreeg Symfomania-Rockshow de kans te gaan uitzenden in de Nederlandse taal via Radio Seagull. Vanaf 26 juli 2022 is Symfomania Rockshow na afwezigheid van 3 jaar te beluisteren via Hoex Radio. Vanaf 2 november 2023 wordt Symfomania Rockshow ook uitgezonden via de website: ‘’http://www.Progressieverock.nl/‘’’. 
Symfomania Rockshow is te bereiken via de volgende sociale platforms: 
Bluesky: @symfomaniarockshow.bsky.social[dode link]
en 
via X.com via SymfomaniaRockS.
Het radioprogramma wordt in Nederland uitgezonden via 3 radiozenders. Verder is de show wereldwijd te beluisteren. 
In Nederland:
- Radio Seagull: De show is vanaf 01-07-2003 hier te beluisteren. Per 1-1-2020 is de show in de Engelse taal. Uitzendingen op zondagmorgen en zondagavond van  09:00-11:00 UK-tijd (10:00-12:00 uur CET) en in de herhaling van 21:00-23:00 UK-tijd (22:00-00:00 uur CET) via internet en in de avond op 747khz AM (middengolf). Zie de website: www.radioseagull.com.
- Hoex Radio: In de Nederlandse taal op radiostation in de Hoeksche Waard (Zuid Holland, Nederland) en ver daarbuiten via internet. Uitzending op zondagavond van 20:00-22:00 uur. Zie de website: www.hoexradio.nl.
- Progressieverock: In de Nederlandse taal op donderdagavond van 21:00-23:00 uur en zondagmiddag van 15:00-17:00 uur. Zie voor meer informatie de website progressieverock.nl

In Verenigd Koninkrijk:
- Radio Seagull: regionaal op 1476khz AM (middengolf) tussen 20:00 en 04:00 uur in Leicestershire (UK) en op 1485khz AM (middengolf) in Noordoost Verenigd Koninkrijk. En landelijk natuurlijk via internet. Uitzendtijden op zondagmorgen van 9:00-11:00 uur GMT (Greenwich Mean Time/UK-time) en de herhaling op zondagavond van 21:00-23:00 uur (GMT/UK-time). Zie ook de website: www.radioseagull.co.uk.

In Noord Oost Europa en wereldwijd:
- Radio Seagull in Noord Oost Europa via 1485khz AM. In de rest van de wereld natuurlijk via internet. Uitzendtijden zie bij Nederland. Zie de website: www.radioseagull.com.

Historie
In het verleden werd Symfomania Rockshow uitgezonden via vele radiostations: Avatar Music in Winnipeg (Canada), Excellent FM in Ouderkerk aan de Amstel (Nederland), Spix FM in de regio Rotterdam (Nederland), DigitaalHitRadio van ex-dj Herman Kramer (Nederland), Radio Bingo in Roeselaere (België), van juli 2003 tot maart 2024 op PopRockRadio en al eerder via Hoex-Radio (Nederland) (sinds 26 juli 2022 is de show hier weer terug).